# Život na Mississippi
Život na Mississippi, v anglickém originále Life on the Mississippi, je memoár, ve kterém na své mládí vzpomíná americký spisovatel a humorista Samuel Langhorne Clemens, známý pod literárním jménem Mark Twain. Kniha vyšla v roce 1883. Zachycuje dobu, kdy se Twain jako mladík učil mistrovskému umění kormidelnictví na Mississippi, nejdelší řece Severní Ameriky. Život na Mississippi je považován za důležitou knihu americké literatury, neboť přináší unikátní pohled na život na řece Mississippi v 19. století.

## Děj
V předmluvě autor poukazuje na svůj citový a celoživotní odevzdaný vztah k řece slovy: „Povodí Mississippi, toť skutečné TĚLO ZEMĚ.“ Úvodní kapitola se věnuje stručné historii řeky z pamětí prvního bělocha, který roku 1542 spatřil Mississippi, španělského průzkumníka Hernanda De Sota. Knihu lze následně rozdělit na dvě části, z nichž první se zabývá Twainovým mládím ve vesničce Hannibal v Missouri a jeho prací lodivoda na řece Mississippi“, druhá popisuje jeho návrat na řeku po více než dvaceti letech. Děj první části se odehrává v 50. letech 19. století, kdy byla řeka Mississippi nejvýznamnější dopravní tepnou v USA. Hlavním hrdinou je sám Twain, jenž idylicky až naivně popisuje krásu kormidelnictví a plavby po neustále se měnící řece Mississippi. Ačkoli bylo Twainovi ve skutečnosti 21 let, věk hrdiny v knize posunul, proto dostává čtenář možnost setkat se s teprve dospívajícím naivním venkovským chlapcem – mladým Clemensem.
Twain přináší pohled na svět očima chlapce, který se potuluje po břehu řeky, loví ryby a je vychováván v prostředí drsného jižanského humoru. Druhá část memoáru odkrývá návrat Twaina na Mississippi po dvaceti letech. Twain, touže stát se opět lodivodem, popisuje v bezmála třiceti kapitolách své úsilí o zvládnutí náročných zkoušek pro získání licence na pozadí drsné a zároveň fascinující přírody povodí Mississippi. Lodivodské povolání vyžadovalo v tehdejších podmínkách neomylnost rozhodování a perfektní paměť, což z něj činilo nesmírně náročnou profesi. Twain v Životu na Mississippi zachytil všechny těžkosti i krásy povolání kormidelníka a poskytl fascinující pohled na život na řece Mississippi v době, kdy se na této klíčové dopravní cestě začala silně projevovat průmyslová revoluce. Zmíněné popisy se mu podařilo promísit se zajímavými povídačkami, charakteristikami všech typů lidí a přírodními scenériemi. V díle se prostřednictvím vlastních zážitků a zkušeností autora přiblížíme i k velmi kontroverzní otázce otroctví. Twainův pohled na řeku a na lidi, kteří tam pracovali, je hluboce osobní a zároveň poskytuje důležitý historický a kulturní kontext.

## Interpretace
Léta strávená na Mississippi pokládal Mark Twain za nejdůležitější ve svém životě, a možná také proto je řeka dějištěm dvou jeho nejslavnějších knih: Dobrodružství Huckleberryho Finna a Dobrodružství Toma Sawyera.“
Život na Mississippi, obvykle pokládáno za jedno z nejlepších děl Marka Twaina, v sobě spojuje autobiografii s biografií, reportáž s historií a cestopis s rekonstrukcí příběhů a pověstí. Zdroje, o které se Twain opírá, jsou různé. Příběhy čerpal z vlastního dobrodružství na této řece, z vyprávění ostatních, či z historických dokumentů. Jedinečnost díla zvyšuje Twainův realistický pohled na věc. Život na Mississippi poskytuje podstatné informace o životě na Mississippi, o boji nejen se špatnými lidskými vlastnostmi, rasismem a otroctvím, ale také o boji s pokrokem vědy a architektury. Roku 1980 byl podle knižní předlohy natočen stejnojmenný film režírovaný Peterem H. Huntem, roli mladého Clemense hrál David Knell.

## Česká vydání
- Život na Mississippi. 1883. Praha: Svoboda, 1951. 149 s. Překlad Josef Pospíšil.
- Život na Mississippi. 1883. Praha: SNKLU - Státní nakladatelství krásné literatury a umění, 1963. 326 s. Překlad Josef Pospíšil.